# Palazzo Adriano
Palazzo Adriano (sicilià Palazzu Adrianu) és un municipi italià, dins de la ciutat metropolitana de Palerm. L'any 2007 tenia 2.332 habitants. Limita amb els municipis de Bivona (AG), Burgio (AG), Castronovo di Sicilia (Pa), Chiusa Sclafani (PA), Corleone (PA), Lucca Sicula (AG), Prizzi.
Entre els productes agrícoles conreats en la seva majoria són els cereals, olives, raïm i tunes. És notable la cria de bestiar i ovelles, i també la transformació de productes lactis.

## Administració
| Període | Identitat             | Partit        |
| ------- | --------------------- | ------------- |
| 2006-   | Salvatore Masaracchia | Llista cívica |